# Музей-садиба Г. Р. Державіна
Музей-садиба Г. Р. Державіна (рос. Музей-усадьба Державина) — літературний музей поета Гаврили Романовича Державіна та літераторів його часу в місті Санкт-Петербург.

## Історія споруди музею

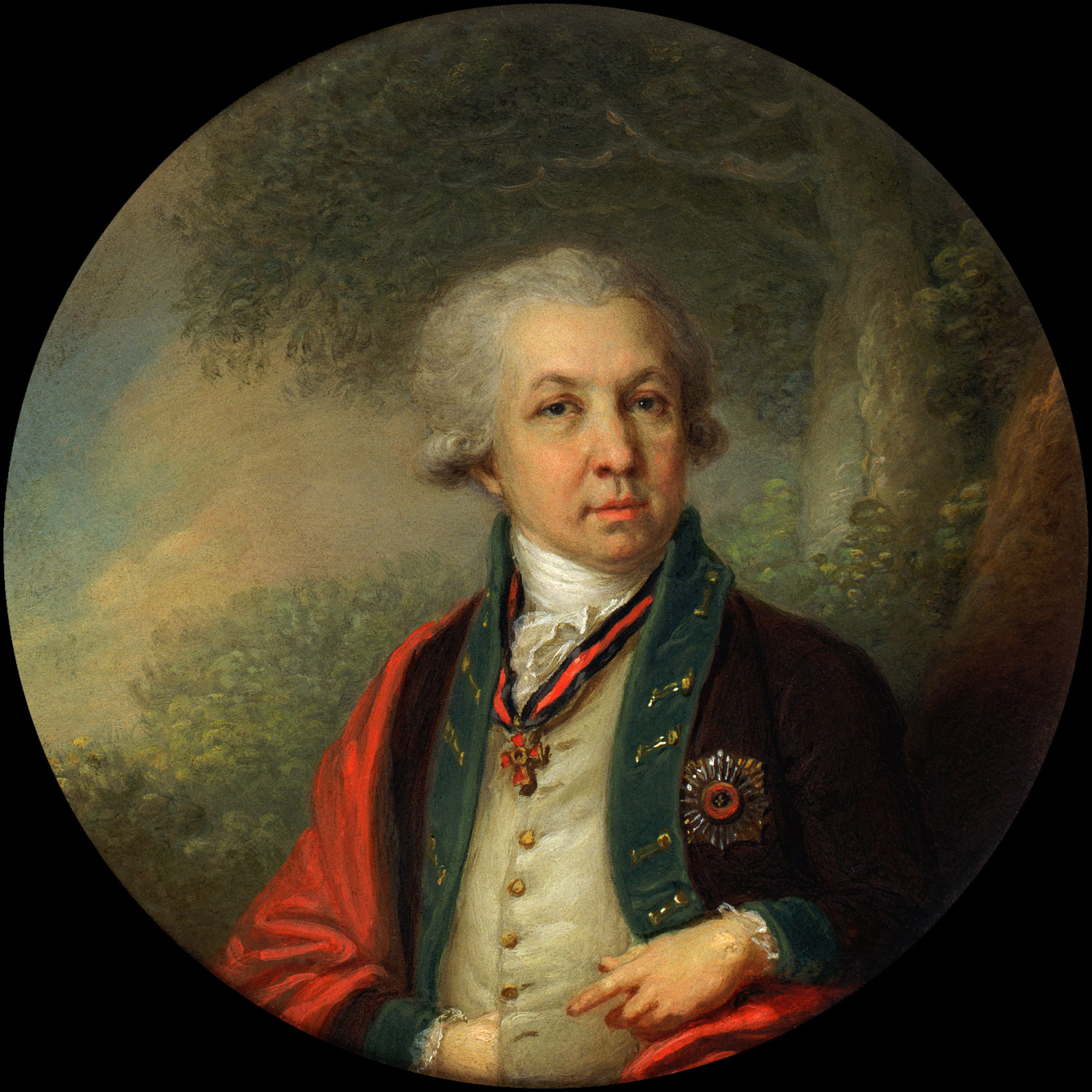
Портрет Г. Р. Державіна (худ. Боровиковський Володимир Лукич, тондо. Третьяковська галерея)

Серед величних споруд минулого Петербурга з творчістю Миколи Львова пов'язаний будинок-палац поета Гаврила Державіна. 1789 року, після чергового зламу його адміністративної кар'єри, він повернувся після невдалого губернаторства з Тамбова до Петербурга. Постало питання, де жити. Тимчасовим прихистком став флігель, котрий Державін орендував у Російської академії на річці Фонтанка неподалік від Ізмайлівського мосту. Незабаром Державіни дізнались, що неподалік продають недобудований будинок перекладача Івана Захарова разом із земельною ділянкою. Порахувавши власні гроші, Державіни придбали цей будинок і ділянку. Купчу оформили на дружину — Катерину Яківну. Так у немолодого на той час Державіна з'явився власний будинок. Клопотами по добудові і облаштуванню житла опікувалась Катерина Яківна. Але чимало зусиль на облаштування будинку витратив Микола Львов, друг родини Державіних. Невеликий і компактний будинок отримав два дворові флігелі — кухонний та стаєнний, котрі архітектор поєднав із господським будинком заокругленими галереями. Почесний дір (курдонер) відгородили від набережної наскрізною колонадою.  Фасад на парадний двір первісно був простим. Його головною окрасою став парадний портал та напівциркульне палладіанське вікно другого поверху, де Державін облаштував власний кабінет. Подібні вікна були улюбленими в спорудах Львова. Він прикрашав тричастинними палладіанськими вікнами і заміський будинок П. Соймонова, і будинок В. С. Томари, і кутові ризаліти Головпоштамту. Тепер ними прикрасив будинок і флігелі Державіна. 

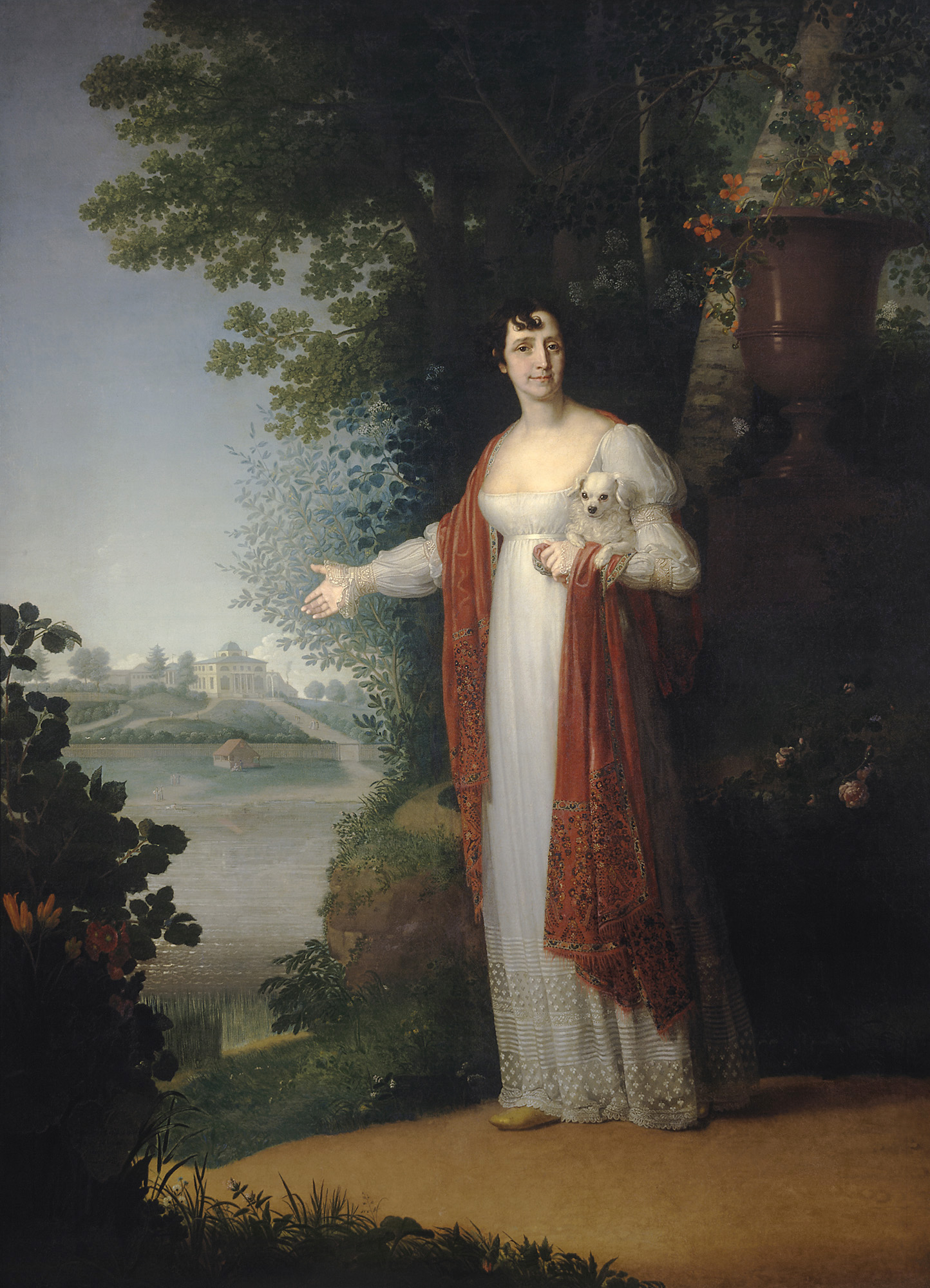
Друга дружина поета — Д. Дьякова (худ. Боровиковський Володимир Лукич, 1813 р.)

Старий Державін не мав рідних дітей, але полюбляв гостей і молодь. Власний будинок активізував театральні пристрасті поета і родини. Аби приймати гостей та пригощати їх театральними виставами, знадобилися прибудови. Запроєктували нову їдальню і садибний театр, де хазяїн волав ставити власно створені п'єси (хоча останні були гірші за його вірші). Нові прибудови запроєктував і вибудував теж Львов. Він не чіпав головне ядро садиби, а вдало продовжив бічні сторони компактного дому двоповерховими корпусами, значно розширивши садовий фасад. Так первісний будиночок на сім осей (сім вікон) відтепер мав двадцять чотири. І Державіни спокійно приймали гостей в новій їдальні, в вітальні чи кабінеті, в домовому театрі, розміщали на ніч в кімнатах для гостей. Львов не покидав родину надовго, хоча мав відрядження і багато клопоту. Він находив час і для відвідин Державіних, і для проєктування для них інтер'єрів, меблів і книжкових шаф, навіть створив проєкти солом'яних шпалер з вишитими пейзажами. Це були нові сторінки творчості відомого архітектора, його заявка на універсальність. По закінченні будівельних робіт, будинок поета став справжньою резиденцією Державіна, оригінальним міським особняком з індивідуальними інтер'єрами.

## У XIX-XXI століттях
В середині XIX століття будинок придбала Римо-католицька духовна колегія, котра відала усіма католицькими єпархіями Росії. Будинок знов розширили і перебудували, надбудувавши третій поверх і всі флігелі. Всі історичні інтер'єри були знищені. Лише на початку XXI століття будинок віддали під літературний музей поета Державіна, адже була повністю знищена садиба поета «Званка». У музею тривале завдання повернення старовинній споруді автентики кінця XVIII століття.

## Портретна галерея

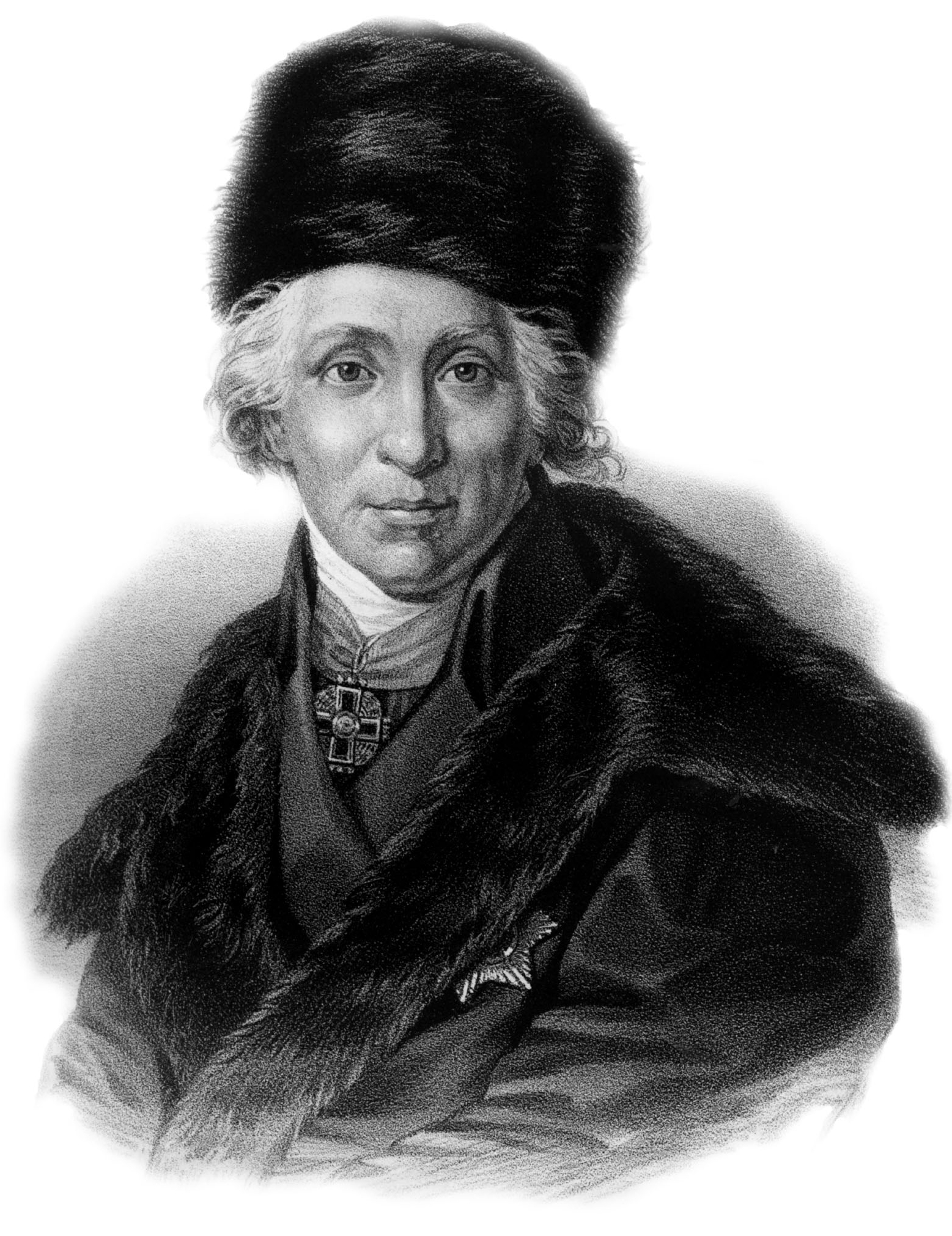
Портрет Г. Р. Державіна (гравюра Ф. П. Бореля).
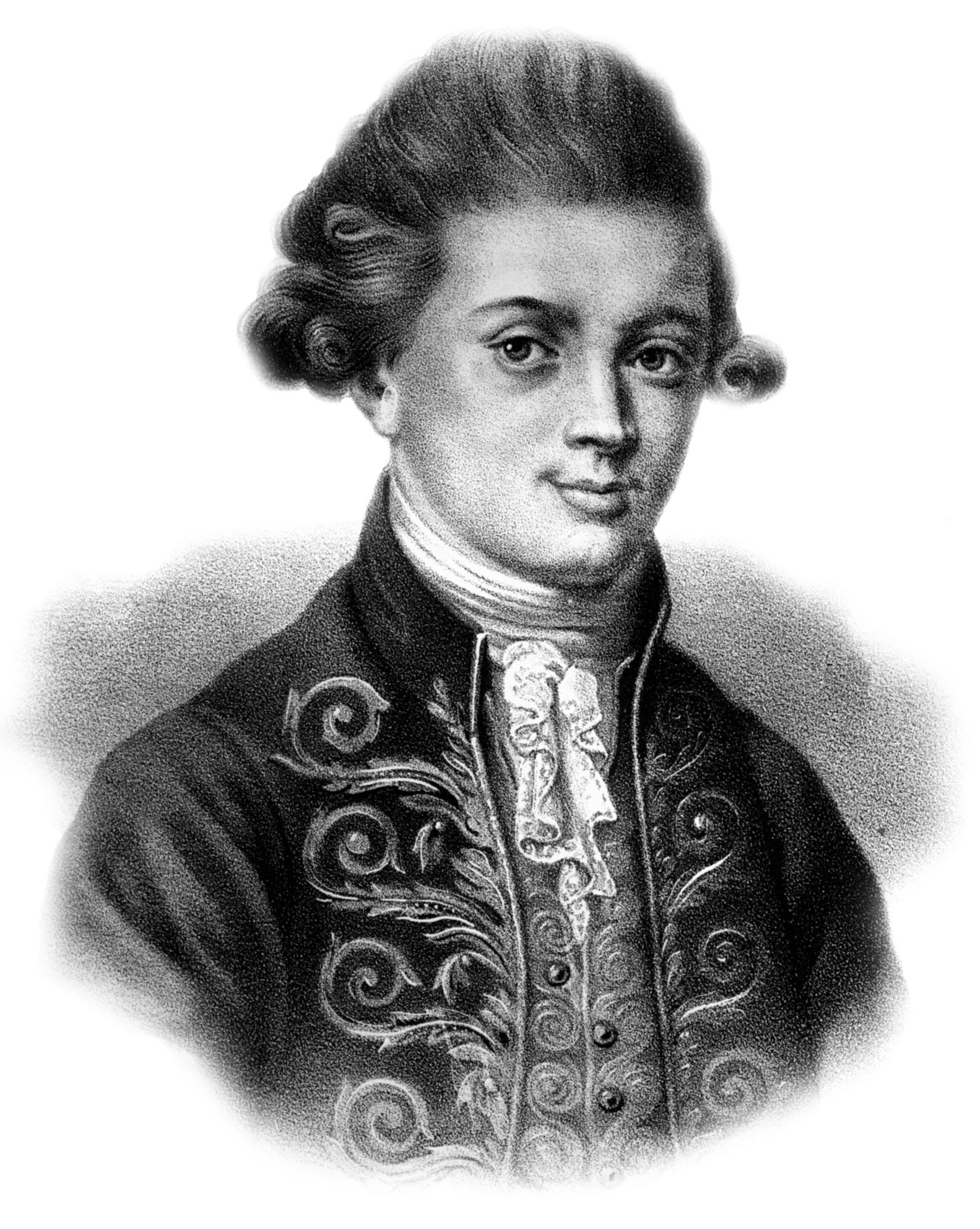
Іван Хемніцер (літографія XIX століття)
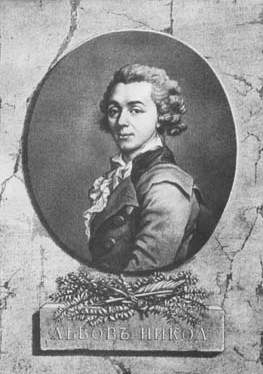
Микола Львов (гравюра)